# 조이 매킨타이어
조이 매킨타이어(Joey McIntyre, 1972년 12월 31일 ~ )는 미국의 가수로, 뉴 키즈 온 더 블록의 일원이다.